# Marcus Harmelin
Die Rauchwarenhandelsfirma Marcus Harmelin war 120 Jahre lang, wohl länger als jedes andere Unternehmen, mit dem Leipziger Brühl verbunden. Der Name Harmelin, wahrscheinlich eine irrige Schreibweise des königlichen Pelzes Hermelin, weist auf eine noch längere Tradition des Pelzhandels in der Familie hin. Das Viertel um die Leipziger Straße Brühl war einmal eines der drei Welthandelszentren für Rauchwaren (Felle).
Firmengründer war der Familienüberlieferung nach Marcus (Mardochai) Harmelin (* 1796: † 1873), als er die Maklerstelle seines Vaters Jacob (* 1770; † 1825) zugesprochen bekam. Die Blütezeit hatte das Unternehmen unter Joachim (* 1843; † 1922) und seinem Sohn Moritz (* 1868; † 1923). Aus rassischen Gründen wurde die Firma der jüdischen Familie unter Max Harmelin (* 1895; † 1951) von den Nationalsozialisten liquidiert. Die Geschichte der Firma spiegelt weitgehend das Auf und Ab bis zum Untergang des ehemals mächtigen Pelzmarkts um den Leipziger Brühl wider.

## Firmengeschichte

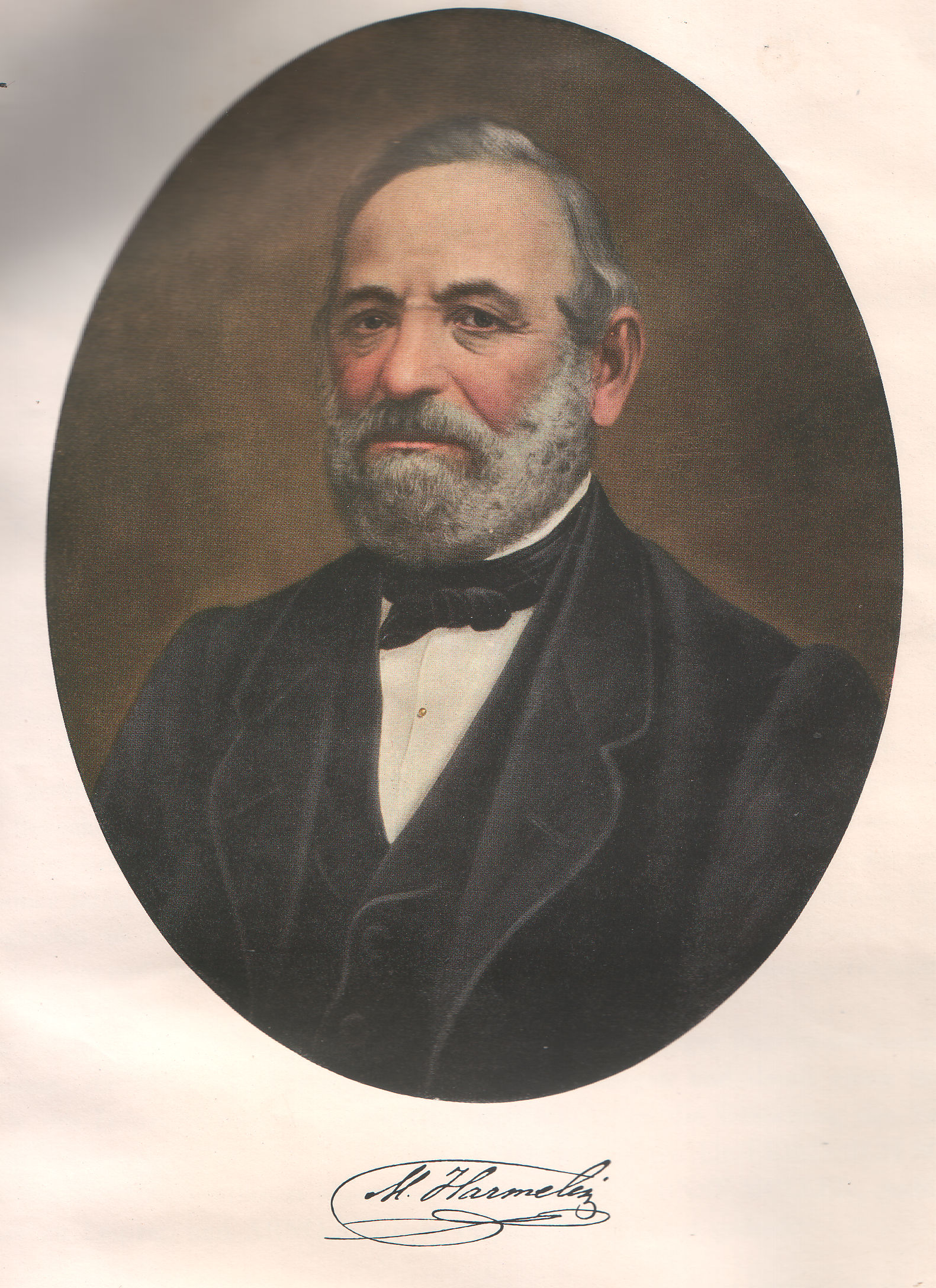
Marcus Harmelin

Chefzimmer

Die Familie Harmelin stammt aus dem damals polnischen Brody (heute Ukraine), bereits vor dem Jahr 1750 unterhielt sie dort einen Fellhandel. In der Lesznower Gasse hatte Marcus ein „ansehnliches Gebäude“ mit Geschäftsräumen und Wohnung errichten lassen. Brody war seit 1779 eine zollbegünstigte Freie Handelsstadt mit einer vorwiegend jüdischen Bevölkerung. Wie auch die Pelzmesse in Nischni Nowgorod und zum Pelzhandel auf der Irbit-Messe war die „Pelzstadt“ ein Hauptumschlagplatz für osteuropäische Rauchwaren.
Als erstes Familienmitglied besuchte Jacob Harmelin die Leipziger Messe. Im Jahr 1818, bereits drei Jahre nach Zulassung der Juden für diesen Posten in Leipzig, wurde er Messmakler (Messmäkler) und damit ein mit Sonderrechten ausgestatteter Hilfsbeamter der Stadt. Er richtete sich ein behelfsmäßiges Warenlager ein, im Haus Zum Blauen Harnisch, Brühl 71 (damals Nr. 490/96). In dem Gebäude besaßen die Brodyer Juden eine eigene Betstube. Sein Haupthandelsartikel waren die geringpreisigen Hasenfelle, während ansonsten am Brühl eher wertvolle Fellarten gehandelt wurden. Viel Geld war damit nicht zu verdienen, aber er verschaffte sich einen wichtigen Einstieg in den Leipziger Pelzmarkt.
Im Jahr 1830 bekam Marcus in Leipzig die Maklerstelle seines verstorbenen Vaters. 1845 verlegte er Wohnung und Lager in das dem Markthelfer Karl Heinrich Jentzsch gehörende Haus Ritterstraße 20 (später Nr. 38), in den ersten Stock beim Packer Commichau. Es dauerte noch bis 1837, bis es Juden durch ein Landesgesetz gestattet wurde, sich in Sachsen niederzulassen. Nur weil Marcus Makler war, konnte er die erste jüdische Rauchwarenhandlung Leipzigs etablieren, Gesellschafter wurde sein Schwiegersohn Isaack Barbasch († 1. August 1895), Sohn eines Brodyer Rauchwarenhändlers. 1868 zog der eingeheiratete Joachim Garfunkel mit seiner jungen Frau Blume (* 4. August 1843) nach Leipzig in das dem Rauchwarenhändler Nathan Haendler gehörende Haus „Zum Heilbrunnen“, Brühl 71 (später Nr. 35), wohin auch die Leipziger Geschäftsräume verlegt wurden. Der Hauptsitz blieb noch lange Zeit in Brody, teils wegen der Nähe zum Felllieferanten Russland, auch wegen der immer noch vorhandenen judenfeindlichen Einstellung der Leipziger Politik. Als das Eisenbahnnetz ausgebaut wurde, verloren die klassischen Pelzumschlagplätze des Ostens, einschließlich Brody, jedoch ihre Bedeutung. 1873 verstarb Marcus Harmelin in Brody, als er dabei war, sein dortiges Lager aufzulösen. Im Jahr zuvor hatte er sich in Leipzig einbürgern und in das Handelsregister eintragen lassen, als Jude musste er dafür eine Bürgschaft von 4000 Talern in bar vorweisen, obwohl er seit Jahrzehnten Quartier und Lager in der Stadt hatte und seit 1861 Gewerbefreiheit bestand. Isaack Barbasch war 1868 einvernehmlich aus dem Unternehmen ausgeschieden. Er gründete in Leipzig unter seinem Namen eine eigene Firma, die er bis zu seinem Tod weiterführte.

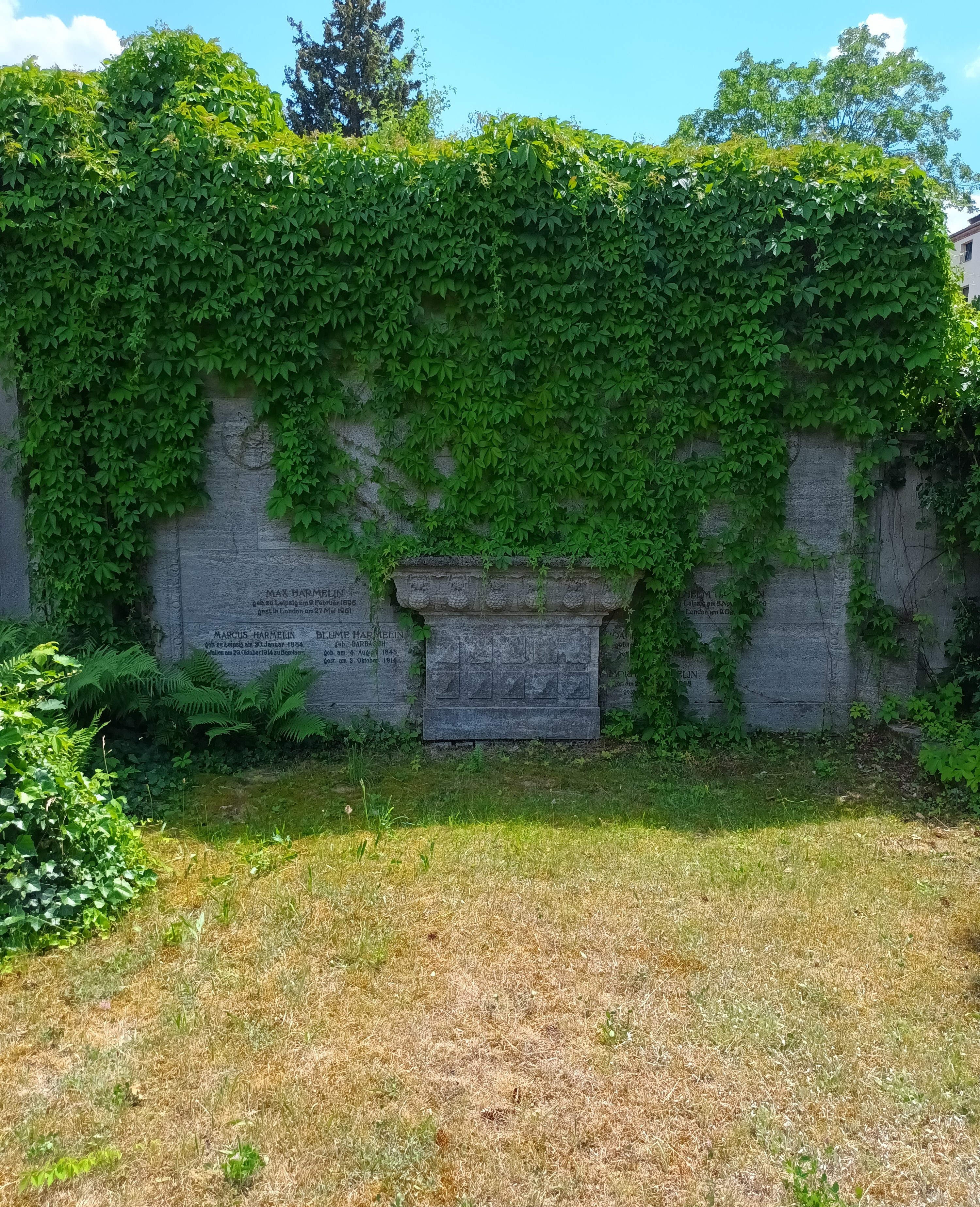
Grabstätte Familie Marcus Harmelin auf dem Alten Israelitischen Friedhof

Die wirtschaftlich erfolgreichsten Jahre lagen zwischen 1880 und 1914. Joachim Garfunkel und seinem Sohn Joseph war der Einkauf in Russland übertragen worden, Joachim besuchte bereits seit den 1850er Jahren regelmäßig die Messe in Nischni Nowgorod. Seit 1889 hatte dies Joseph übernommen. Er fuhr oft noch weiter östlich als sein Vater, 1892 bis nach Irbit, dem damals weltgrößten Fellmarkt. Neben den Fellen waren Borsten ein Spezialartikel des Unternehmens, Harmelin war europaweit der wichtigste Anbieter. Auf das Betreiben der Firma beschloss der Rat der Stadt Leipzig am 31. Mai 1890, neben den bisherigen
Borstenmessen noch zwei Spezialmärkte für Borsten abzuhalten. Von 1880 bis zur Liquidierung lautete die Firmenadresse Brühl 47 (Krafts Hof). Joachim und Moritz Harmelin begannen, wirtschaftliche Überschüsse in Immobilien zu investieren. Als erstes kauften sie die Häuser Brühl 47 und 51 sowie Richard-Wagner-Straße 8. Auf dem 1908 erworbenen „Streifen“ errichtete der Architekt Emil Franz Hänsel für die Firma die, auch 2015 noch bestehenden, Häuser Nikolaistraße 57 bis 59 (Harmelin-Haus). Der Gebäudekomplex umfasste den größten Innenhof aller, der für viele Häuser der Rauchwarenhändler typischen, sogenannten „Höfe“, dieser wurde jedoch „Rauchwarenhaus“ genannt. Der Brühl war weitgehend ein reines Geschäftsviertel, die Inhaber der Firma wohnten Nordplatz 2, in einer der bevorzugten Wohnlagen. Moritz Harmelin wurde 1907 zum hauptamtlichen Mitglied des Handelsstatistischen Beirats des Statistischen Reichsamts in Berlin ernannt, an dessen Sitzungen er regelmäßig teilnahm. Die Firma Harmelin gehörte zu den Gründungsmitgliedern des im Jahr 1909 beim Königlichen Amtsgericht angemeldeten Verbands der Leipziger Rauchwarenfirmen.
Max Harmelin übernahm die Firma, nachdem Joachim Harmelin (gest. 31. August 1922 als „der alte Harmelin“) und Moritz Harmelin 1922 sowie 1923 gestorben waren, in der schwierigen Zeit einer Hyperinflation. Die Rauchwarenbranche befand sich in einer allgemeinen Rezession und der Borstenhandel brach praktisch zusammen. Im Jahr 1920 hatte sich die Firma zudem mit der Ostrabor Rauchwaren & Borsten GmbH. zusammengeschlossen, von der sie sich erst 1930 wieder zu trennen vermochte. Der erhebliche Immobilienbesitz half die schwierige Zeit zu überbrücken, in der viele andere Rauchwarenhändler aufgeben mussten. 1925 ließ Max Hermelin auf der attraktiven Geschäftsseite der Richard-Wagner-Straße Läden einbauen, die er vermietete, 1929 folgte die östliche Hälfte desselben Grundstücks. Mitte der 1920er Jahre erlebte der Brühl einen neuen, ganz erheblichen Aufschwung und auch die Firma erholte sich wieder.
1930, im Jahr des 100-jährigen Bestehens, wurden die Fassaden der Häuser Brühl 47 und 51 erneuert und eine Festschrift herausgegeben. Es wurde die Marcus-Harmelin-Stiftung gegründet, für Reisestipendien oder ähnliche Weiterbildungsmaßnahmen, abwechselnd für Beamte der Stadt Leipzig und Leipziger Kaufleute und Angestellte, vorzugsweise der Rauchwarenhändler.
Im Dezember 1933, nach der Machtübernahme durch die Nationalsozialisten, trat Max Harmelin dem Reichsbund jüdischer Frontsoldaten bei; im Juni 1935 stellte er einen Antrag auf das Ehrenkreuz für den im Ersten Weltkrieg geleisteten Einsatz an der Front. Es gelang ihm letztlich nur, das Land „rechtzeitig“ zu verlassen. Im Frühjahr 1933 verhängte der sächsische Justizminister gegen Max Bruder, den Rechtsanwalt Wilhelm Harmelin, Berufsverbot. Dieser trat als Gesellschafter in die Firma ein. Im August 1935 wurde Wilhelm „Rassenschande“ vorgeworfen. Er kam in das KZ Sachsenburg bei Chemnitz. Nach neun Monaten wurde er entlassen. Während der Haftzeit wurde die Firma in ihrem wirtschaftlichen Nerv getroffen, Importbeschränkungen brachten den Handel mit Fellen und Borsten fast vollständig zum Erliegen. In der Folge beschränkte sich die Firma vor allem auf die Grundstücksverwaltung und -vermietung. Im März 1939 konnte auch Wilhelm Harmelin, der Geschäftsführer und Gesellschafter der Ostrabor Ltd. London war, nach England ausreisen. Die Leipziger Firma wurde als jüdisches Unternehmen liquidiert.

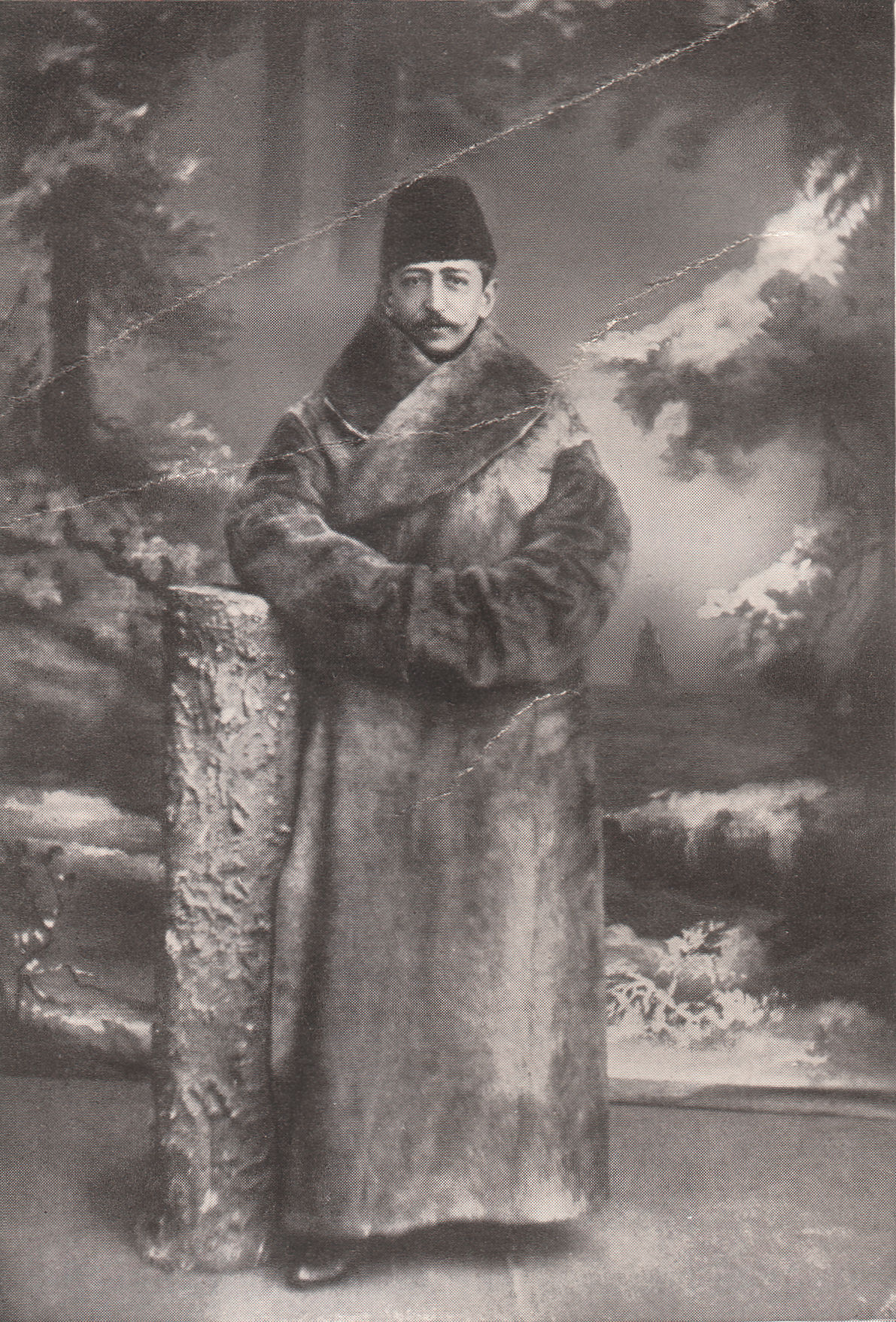
Joseph Garfunkel zur Messe in Irbit (1892)
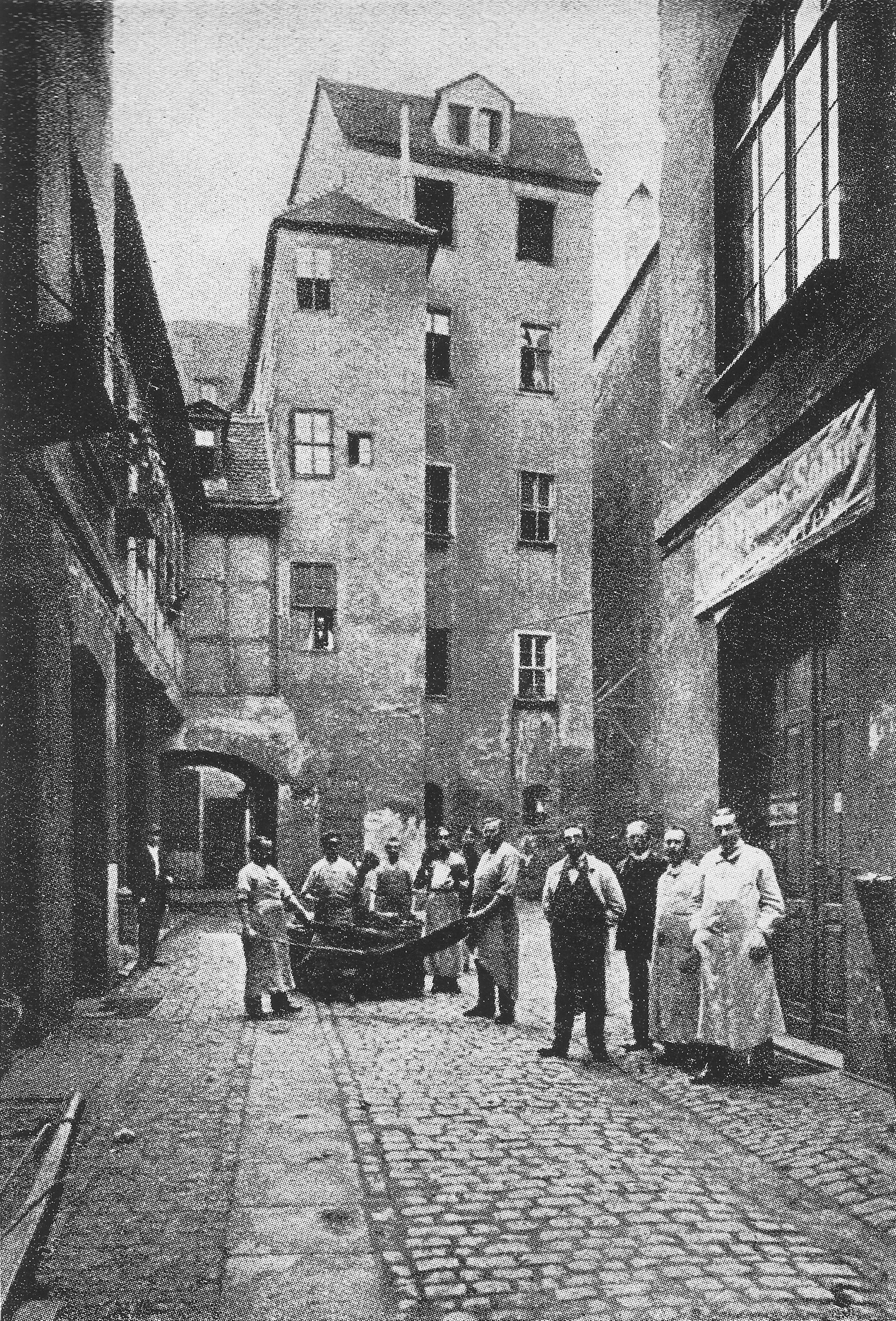
Leipzig, Brühl 35, „Zum Heilsbrunnen“ (nach 1900)
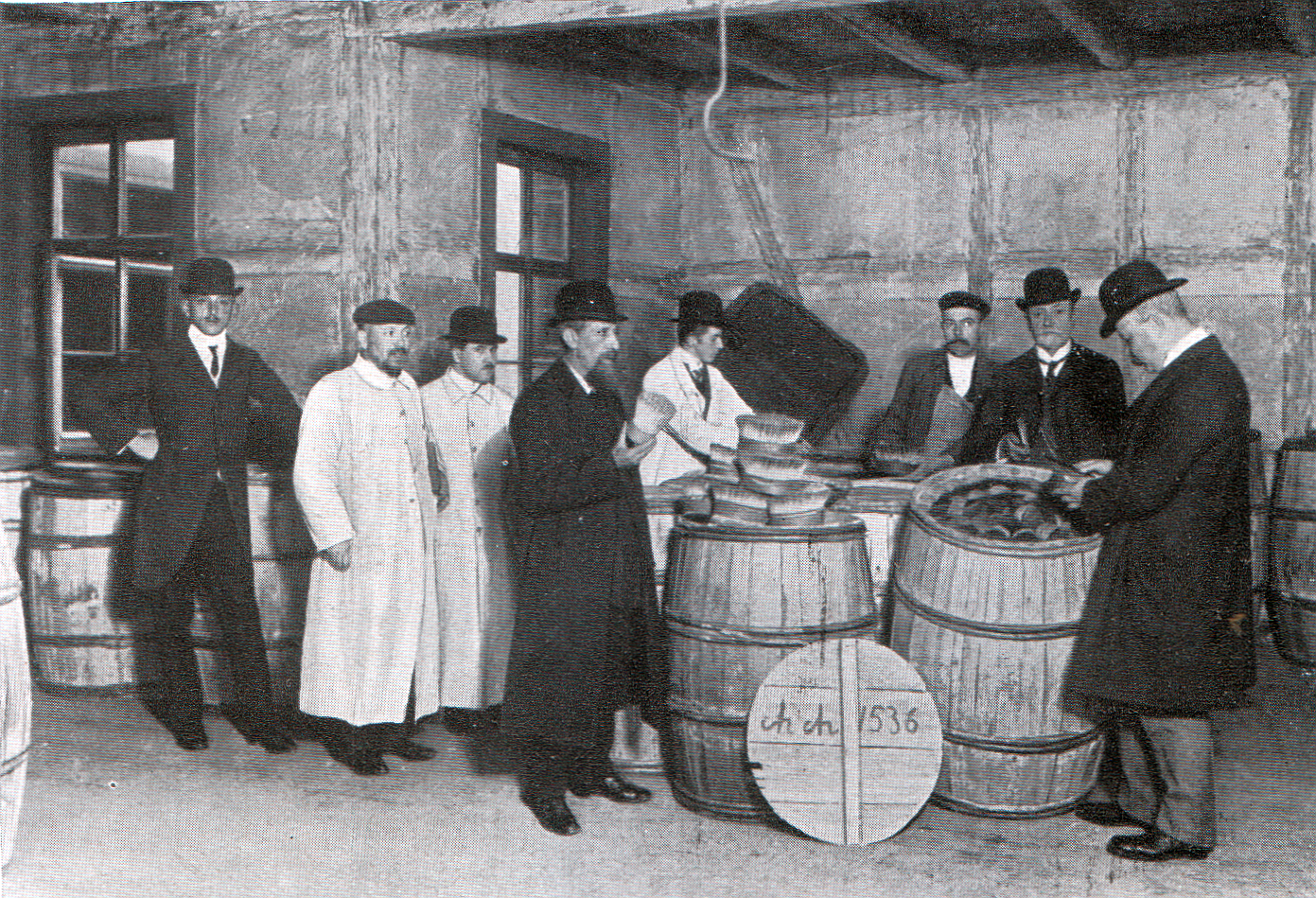
Max (links) und Joachim Harmelin (2. von rechts) am Borstenlager (1903)
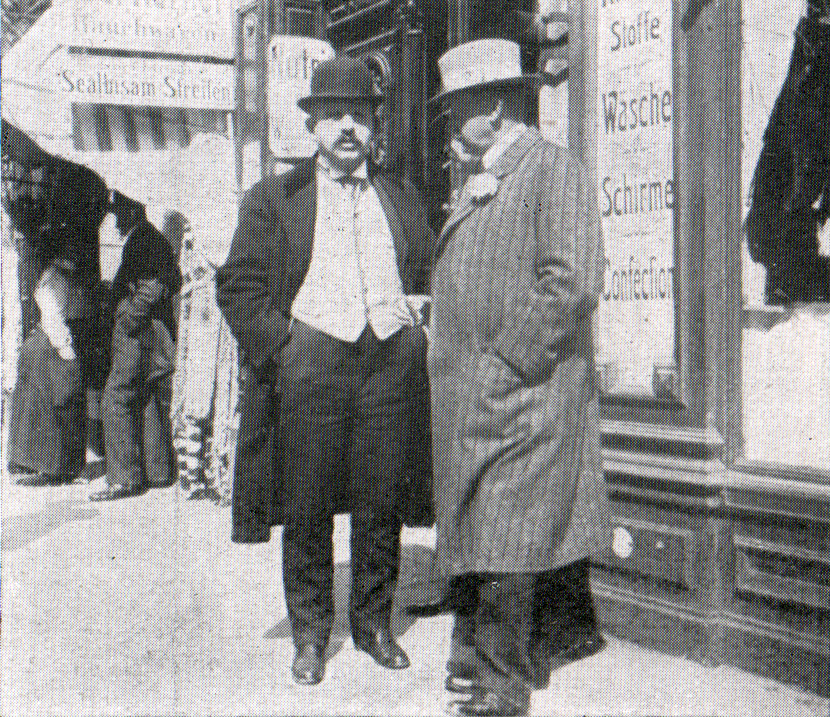
Moritz Harmelin (links) (Ostermesse 1909)
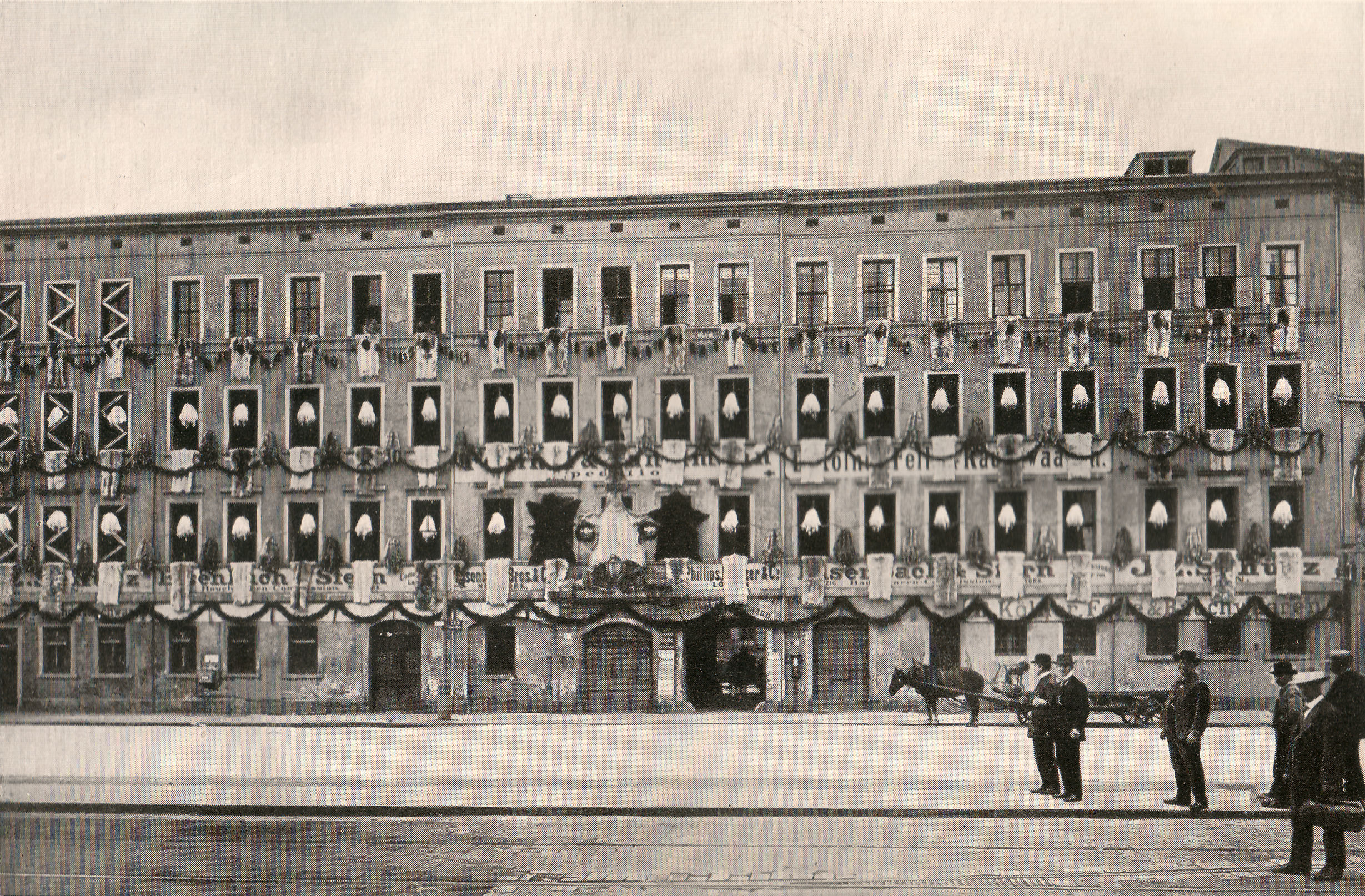
Mit Fellen geschmückter „Krafts Hof“ (Deutsches Turnfest 1913)

Fassadenschmuck am Harmelin-Haus (Aufnahmen aus dem Jahr 2003)
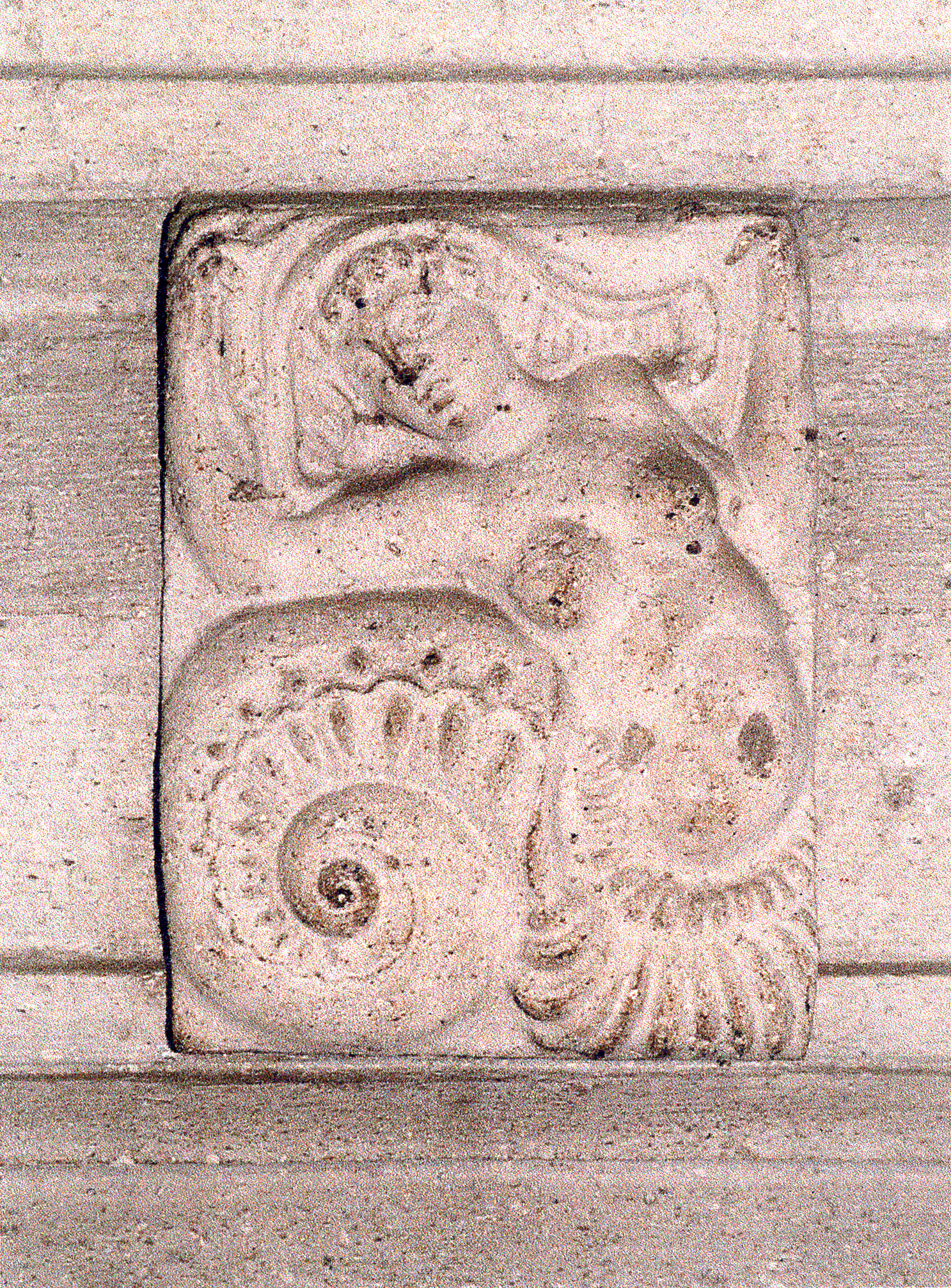
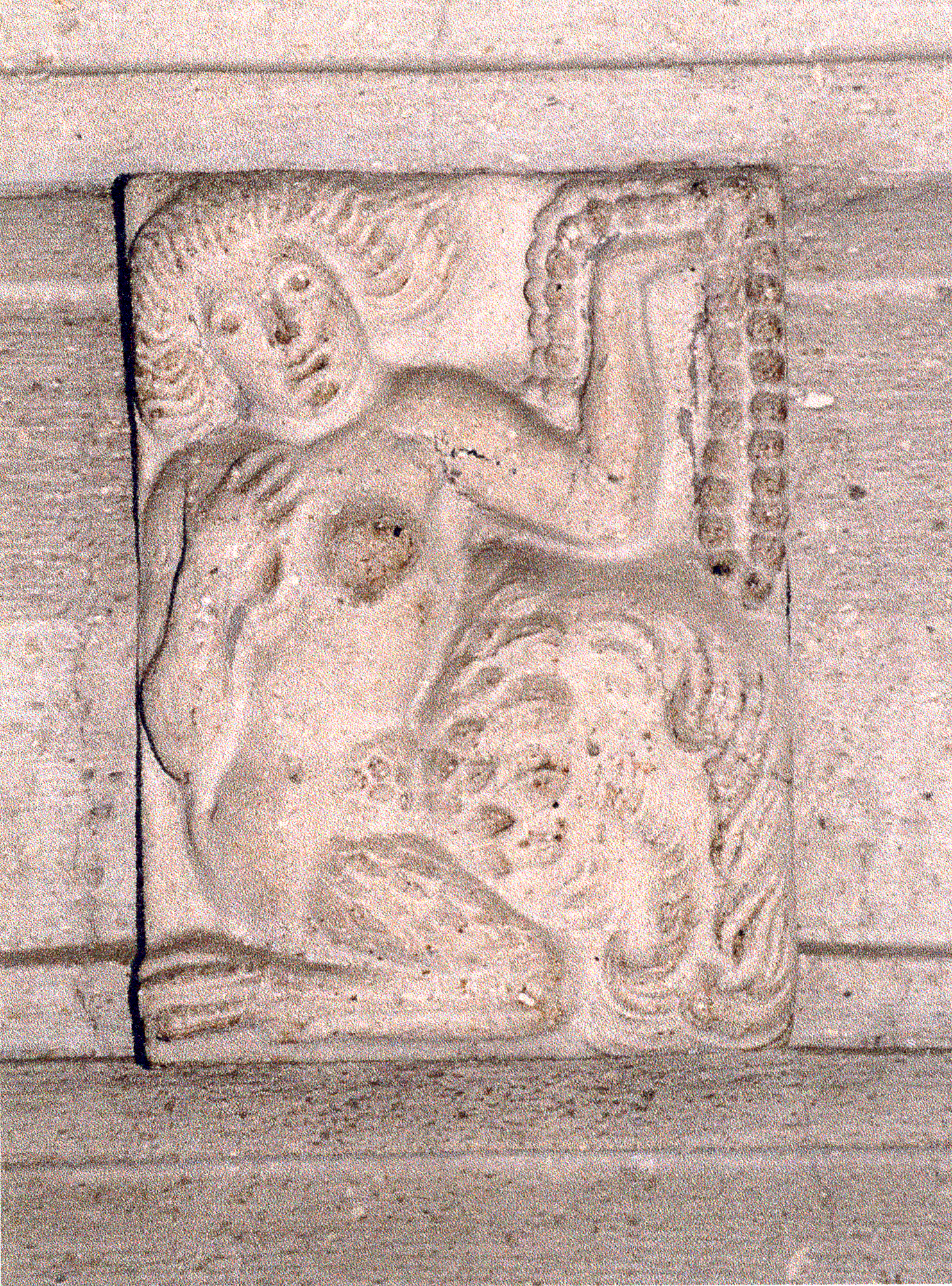
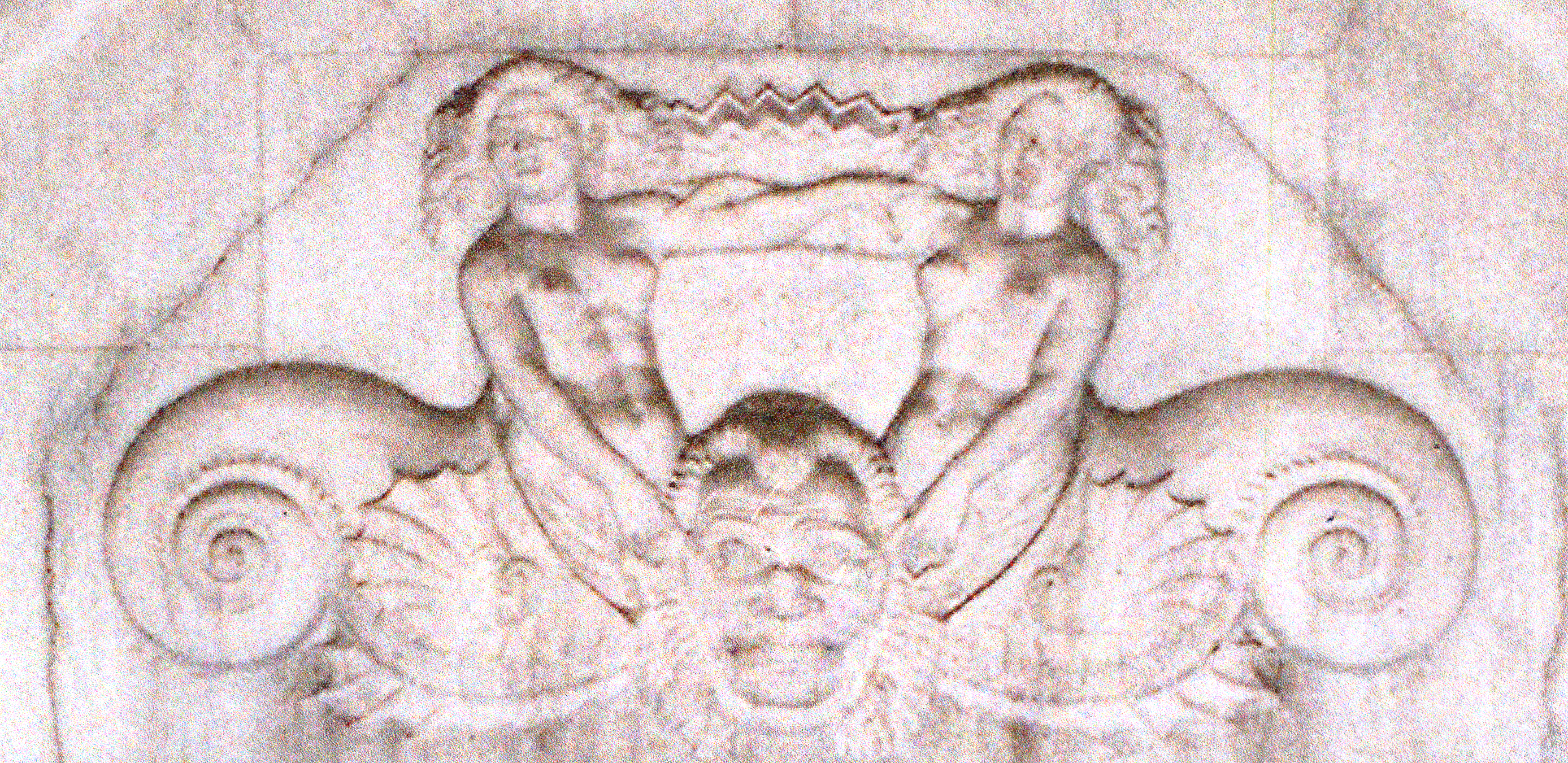
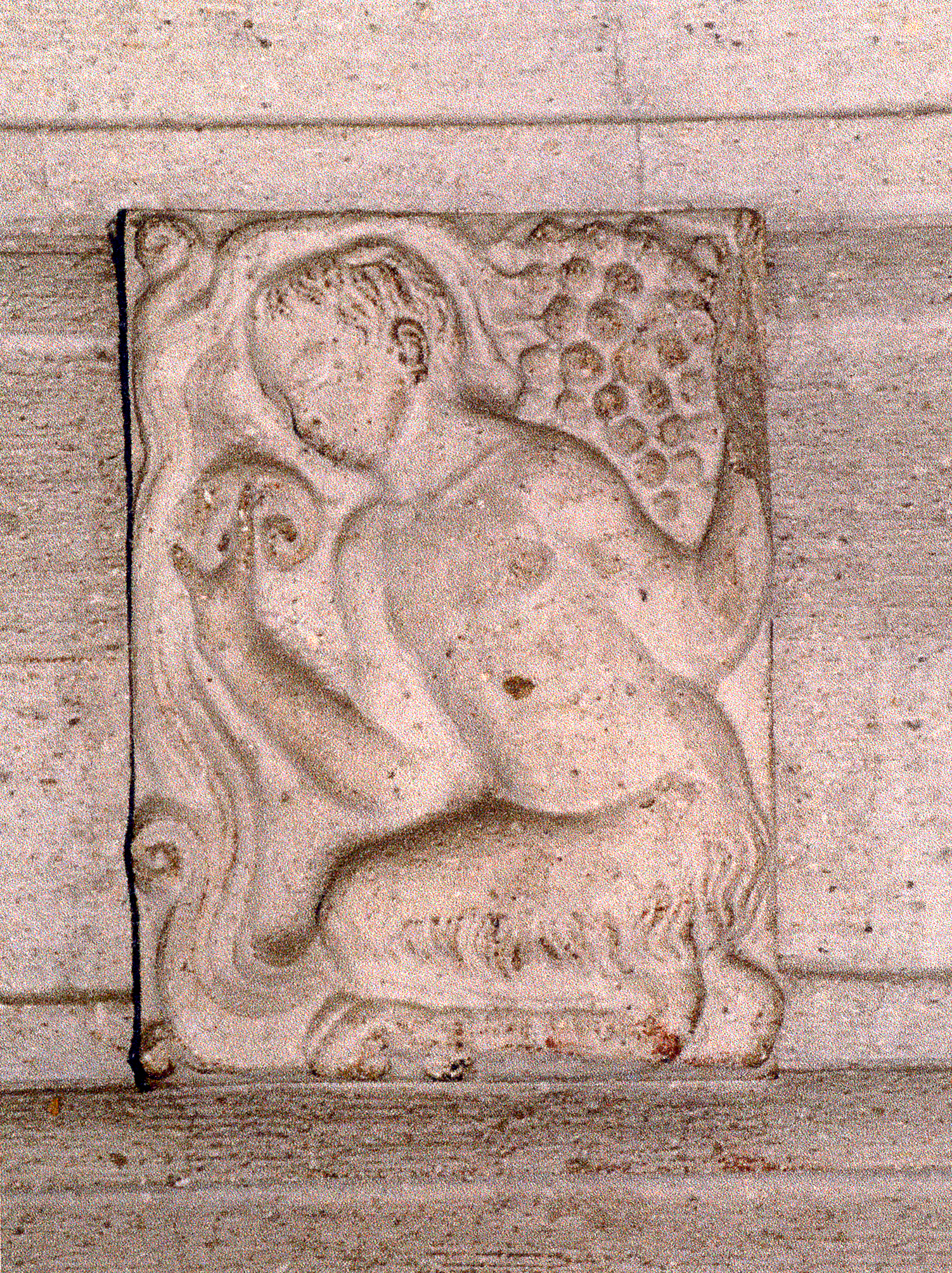
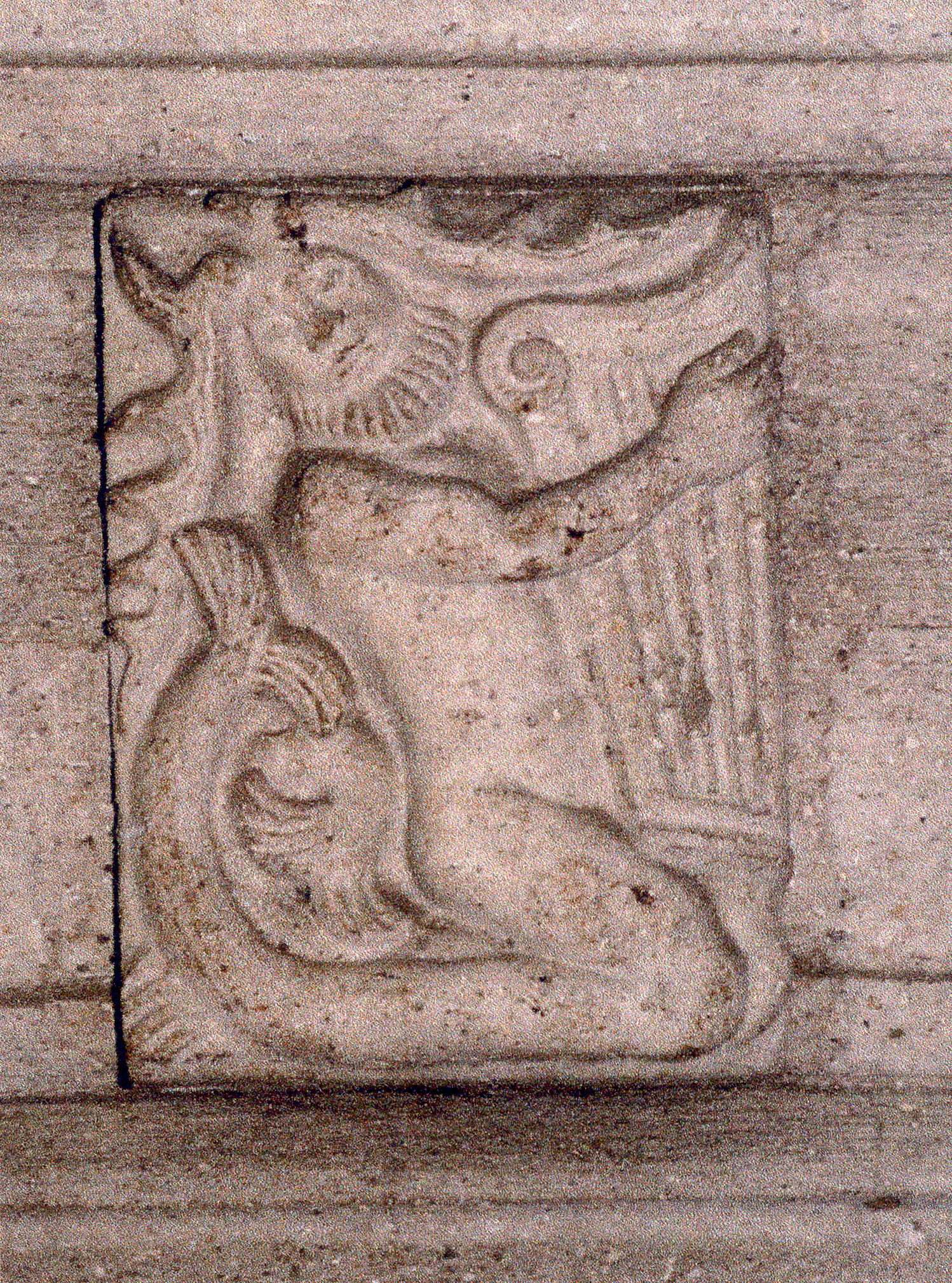